# Espace de Hardy
Les espaces de Hardy, dans le domaine mathématique de l'analyse fonctionnelle, sont des espaces de fonctions analytiques sur le disque unité 𝔻 du plan complexe.

## Le cas hilbertien: l'espaceH2(𝔻)

### Définition
Soit f une fonction holomorphe sur 𝔻, on sait que f admet un développement en série de Taylor en 0 sur le disque unité :
On dit alors que f est dans l'espace de Hardy H2(𝔻) si la suite {\displaystyle ({\hat {f}}(n))} appartient à ℓ2. Autrement dit, on a :
On définit alors la norme de f par :

### Exemple
La fonction {\displaystyle z\mapsto \log(1-z)=-\sum _{n=1}^{\infty }{\frac {z^{n}}{n}}} appartient à H2(𝔻), par convergence de la série {\displaystyle \sum _{n\geq 1}{\frac {1}{n^{2}}}} (série de Riemann convergente).

### Une autre expression de la norme
Pour f holomorphe sur 𝔻 et pour 0 ≤ r <1, on définit :
- la fonction r ↦ M2(f, r) est croissante sur [0, 1[.
- f ∈ H2(𝔻) si et seulement si {\displaystyle \lim _{r\to 1^{-}}M_{2}(f,r)<+\infty } et l'on a :

### Quelques propriétés de l'espaceH2(𝔻)
- L'espace de Hardy H2(𝔻) est isométriquement isomorphe (en tant qu'espace vectoriel normé) à ℓ2. C'est donc un espace de Hilbert.

- Pour tout f ∈ H2(𝔻) et pour tout z dans 𝔻, on a :

Cela signifie que l'application linéaire d'évaluation f ↦ f(z), de H2(𝔻) dans ℂ, est continue pour tout z dans 𝔻 et sa norme est plus petite que :
En fait, on peut montrer que la norme est exactement égale à cette constante.
- La topologie faible de la boule unité de H2(𝔻) coïncide avec la topologie de la convergence uniforme sur tout compact.

Les deux prochaines propriétés sont alors des conséquences directes de cette dernière.
- Soit (fn) une suite d'éléments de H2(𝔻) qui converge en norme vers f alors (fn) converge uniformément sur tout compact de 𝔻 vers f.
- Soit (fn) une suite d'éléments de H2(𝔻) incluse dans la boule unité. Alors on peut en extraire une sous-suite qui converge uniformément sur tout compact de 𝔻.

## Le cas général

### Définition
Pour 0 < p < + ∞, on définit l'espace de Hardy Hp(𝔻) comme étant l'espace des fonctions analytiques f sur le disque unité telles que :
On définit alors :

### Quelques propriétés
- Pour p ≥ 1, Hp(𝔻) est un espace de Banach.
- Soit f ∈ Hp(𝔻) pour p ≥ 1. Alors pour presque tout t (au sens de la mesure de Lebesgue) :{\displaystyle f^{*}(\mathrm {e} ^{\mathrm {i} t}):=\lim _{r\to 1^{-}}f(r\mathrm {e} ^{\mathrm {i} t})}existe et l'application f ↦ f* est une isométrie de Hp(𝔻) sur le sous-espace {\displaystyle H_{*}^{p}} de {\displaystyle L^{p}\left([0,2\pi ],{\frac {\mathrm {d} t}{2\pi }}\right)} où :{\displaystyle H_{*}^{p}=\left\{\left.f\in L^{p}\left([0,2\pi ],{\frac {\mathrm {d} t}{2\pi }}\right)~\right|~\forall n\leq -1,~{\hat {f}}(n)=0\right\}.}
- On a une autre caractérisation de la norme grâce aux propriétés des fonctions sous-harmoniques : Pour toute f ∈ Hp(𝔻), on a :